# Santiago Tabernero
Santiago Tabernero (n. 16 de febrero de 1961) director y guionista de cine español, nacido en Logroño (La Rioja, España).

## Biografía
Estudió Ciencias de la Información en la Universidad de Navarra, obteniendo su licenciatura en 1984. Dos años después, en 1986, empezó a trabajar como periodista especializado en cine en RTVE pasando por distintas funciones dentro de la cadena y obteniendo gran relevancia en sus realizaciones o especiales para TVE.
En los años 90 comenzó su labor como guionista de películas como; Desvío al paraíso (coescrito junto a Daniel Monzón, 1994), de Gerardo Herrero, Taxi (1996), de Carlos Saura; y Asfalto (2000), de Daniel Calparsoro, así como el documental Cesar y Zain, de Larry Levène (2004).
En 1998, creó el programa de televisión Versión española, programa cinematográfico que dirigió hasta el año 2003, presentado por Cayetana Guillén Cuervo. En breve cumplirá 18 años de emisión como único espacio, en España, dedicado al cine realizado, protagonizado... por españoles. 
En 2005, se estrenó su primer largometraje, Vida y color, un proyecto inspirado en un relato autobiográfico titulado "Guau", en el que estuvo trabajando cinco años. Presentó el filme en la Semana Internacional de Cine de Valladolid (Seminci), donde obtuvo el gran Premio del Público y, en el año 2013, regresó a la gran pantalla para estrenar su segundo largometraje: Presentimientos, con Eduardo Noriega, Marta Etura, Irene Escolar, Alfonso Bassave, Silvia Tortosa.
Además de Versión española decenas de programas dirigidos e ideados por Santiago Tabernero han pasado por TVE, entre ellos, Carta Blanca (2006), El blog de Cayetana (2007), En familia (2011), La Nube (2012), Torres y Reyes (2013),  Alaska y Coronas (2014, premiado en el Festival de Victoria al mejor programa de entretenimiento de 2014 por la crítica de televisión), Alaska y Segura (2015), y el más reciente Sanchez y Carbonell (2020). 
En cuanto a programas especiales destacar “Papito” Especial de Miguel Bosé y otros muchos compañeros (navidades de 2007-2008), Gala de preselección del candidato a Eurovisión 2008 con Rafaella Carrá de presentadora, así como Rosa López, Bibiana Fernández, Boris Izaguirre o José Luis Uribarri (marzo de 2008), Especial Rosario Flores 2008 desde el Palau de la Música de Barcelona, y con la colaboración de muchos amigos (presentado por Pepa Bueno, Raphael 50 años después con Raphael y muchos artistas nacionales e internacionales (navidades 2008-2009), San Fermín 2009 retransmisiones diarias desde Pamplona para TVE (julio de 2009), Gala de Shakira : Loba con la presentación del exlocutor de RNE Toni Garrido y la colaboración de la periodista Ana Pastor (octubre de 2009), Especial Alejandro Sanz: Paraíso (22 de diciembre de 2009), Especial Nino Bravo (24 de diciembre de 2009), Serrat y su Antología desordenada celebración de los 50 años en el mundo de la música de Joan Manuel Serrat (Navidades 2014-2015),Especial Navidad Miguel Bosé, interpretando sus grandes éxitos incluidos en el nuevo álbum MTV Unplugged,  (24 de diciembre de 2016),. 
Pese a las excelentes críticas, su programa Alaska y Segura no es renovado por la directiva de TVE, por lo que en la temporada 2015-2016 regresa a Días de cine, tras haber estado en él hace 25 años, siendo uno de los redactores y fundador de este longevo programa, ahora en tareas de elaboración y edición de reportajes.
En las Navidades 2018-2019 se ha encargado de la realización del especial "Rosana y amigos", donde la cantautora canaria se acompañanba por Ximena Sariñana, Ketama, Sofía Ellar, Pau Donés, Pastora Soler, Blas Cantó, Beret, Bebe, Arkano o Ana Guerra. Con un estupendo éxito de audiencia en TVE e internet.
En 2020 comanda Sanchez y Carbonell (desde 16 de enero), paralizado por la pandemia, y tras realizar su nuevo guion, junto a Borja Echeverría, bajo el título de Memorias de una sombra(thriller psicológico que lleva visos de ser su tercera y próxima película), así como la miniserie "El jardín prohibido", junto a la guionista y directora argentina Daniela Fejerman. 
Desde 2021 y pese a la pandemia logra sacar adelante, como director artístico, el gran Festival logroñes "Actual", repitiendo en el cargo para el "Actual 2023", compaginando en Septiembre de 2022 la dirección de la Gala de Ceremonia de la gala de inauguración de la 70.ª edición del Festival de San Sebastián (presentada por la actriz Loreto Mauleón y el actor y director Paco León), así como el encargado también de dirigir la clausura del Festival donostiarra.

## Filmografía
- Guion de las películas:
  - Desvío al paraíso (1994), de Gerardo Herrero.
  - Taxi (1996), de Carlos Saura.
  - Huelepega (1999), de Elia Sdechneir.
  - Asfalto (2000), de Daniel Calparsoro.

- Guion y Dirección Cortometrajes:
  - Tiempo muerto (coguionista junto a Iñigo Rotaetxe en 1997).
  - Expendedora (1999).
  - El amor  (2007).
  - El amor/2 Protagonizado por Pedro Aunión y Antonio Cantos (2008).

- Guion del film documental Cesar y Zain, de Larry Levène (2004).

- Guion y Dirección: Vida y color, su primer proyecto cinematográfico (2005).
- Guion y Dirección: Presentimientos, segundo proyecto cinematográfico (2014).

## Actividades diversas (videoclips)
- Dirección: Un consejo, primer videoclip de Celia Flores (2006), en el que aparecen los actores Néstor Roldán e Irene Visedo.

- Dirección: Algo pequeñito, videoclip de Daniel Diges (Eurovisión 2010), con el equipo de TVE bajo la dirección de Santiago Tabernero, en exteriores y en los estudios de Prado del Rey. Vídeo oficial de la cadena pública para la Unión Europea de Radiodifusión (UER) https://web.archive.org/web/20100322191745/http://www.rtve.es/television/20100318/rtve-estrena-videoclip-oficial-algo-pequenito-carta-presentacion-daniel-diges-eurovision/324282.shtml